# 明朝藩王列表 (太祖系)
本頁面列出明朝自明太祖分封的藩王。

## 秦國
| 洪武十一年（1378年）就藩陕西西安府 |          |                |               | |
| 稱號                               | 國君姓名 | 關係           | 在位年數      | 註記 |
| 秦愍王                             | 朱樉     | 朱元璋、嫡二子 | 1370年─1395年 | 丙申年（元至正十六年）十一月十一日生，母孝慈高皇后。洪武三年四月初七封。洪武十一年四月十一日就藩陕西西安府。洪武二十八年三月二十日薨，在位二十六年，寿四十。葬西安鸿固原。正妃王氏，元朝太傅、中书右丞相、河南王王保保之妹，王死，殉。次妃邓氏，宁河王邓愈之女 |
| 1. 2.                              |          |                |               | |

## 晉國
| 洪武十一年（1378年）就藩山西太原府 |          |                |               | |
| 稱號                               | 國君姓名 | 關係           | 在位年數      | 註記 |
| 晉恭王                             | 朱棡     | 朱元璋、嫡三子 | 1370年─1398年 | 戊戌年（元至正十八年）十二月十八日生，母孝慈高皇后马氏。洪武三年四月初七封。洪武十一年四月十六日就藩山西太原府。洪武三十一年四月十六日薨，在位二十九年，寿四十一。葬山西驼山。妃谢氏，永平侯谢成之女。 |
| 1.                                 |          |                |               | |

## 燕國
| 洪武十一年（1378年）就藩北平府 |          |                |               | |
| 稱號                           | 國君姓名 | 關係           | 在位年數      | 註記 |
| 燕王                           | 朱棣     | 朱元璋、嫡四子 | 1370年─1402年 | 庚子年（元至正二十年）四月十七日生。母孝慈高皇后馬氏。洪武三年四月初七封。洪武十三年三月十七日就藩於北平布政司北平府。建文二年起兵靖难，建文四年六月十七日即皇帝位，改元永乐。永乐二十二年七月十八日崩，在王位三十年，在帝位二十二年，寿六十五。葬京师昌平长陵。妃徐氏，中山王徐达长女，洪武三十五年（建文四年）十一月十三日册为皇后。 |
|                                |          |                |               | |

## 周國
| 洪武三年（1370年）封吳王，封于浙江杭州府。洪武十一年（1378年）改封周王，洪武十四年就藩河南開封府 |          |                |               | |
| 稱號                                                                                             | 國君姓名 | 關係           | 在位年數      | 註記 |
| 周定王                                                                                           | 朱橚     | 朱元璋、嫡五子 | 1370年─1425年 | 辛丑年（元至正二十一年）九月九日生，母孝慈高皇后马氏。洪武三年四月初七封吴王，封国选为浙江杭州府。洪武十一年正月初一改封周王。洪武十四年十月就藩河南開封府。洪武二十二年弃国来凤阳，遂迁云南，未行，还国。建文元年削爵窜云南，寻锢京师，永乐元年复国。洪熙元年闰七月二十日薨，在位五十六年，寿六十三。葬于河南钧州明山。妃冯氏，宋国公冯胜之女。 |
| 1.                                                                                               |          |                |               | |

## 楚國
| 洪武十四年（1381年）就藩湖广武昌府 |          |                |               | |
| 稱號                               | 國君姓名 | 關係           | 在位年數      | 註記 |
| 楚昭王                             | 朱楨     | 朱元璋、庶六子 | 1370年─1424年 | 甲辰年（元至正二十四年）三月初三生，母胡充妃。洪武三年四月初七封。洪武十四年四月二十二日就藩武昌府。永樂二十二年二月二十二日薨，在位五十五年，寿六十一。葬武昌灵泉山。妃王氏，定远侯王弼之女。 |

## 齊國
| 洪武十五年（1382年）就藩山东青州府 |          |                |                               | |
| 稱號                               | 國君姓名 | 關係           | 在位年數                      | 註記 |
| 齊恭王                             | 朱榑     | 朱元璋、庶七子 | 1370年－1399年 1403年－1406年 | 丙午年（元至正二十六年）十一月二十九日生，母达定妃。洪武三年四月初七封。洪武十五年十月二十日就藩青州府。建文二年召至京，廢為庶人。永樂元年複封。永乐四年奪爵，安置廬州。宣德三年因嫌与三子并暴卒。在位三十四年，寿六十二。幼子朱贤爀废為庶人，移南京，封除。隆武二年四月追諡。妃吴氏，安陆侯吴复女，继妃邓氏，卫国公邓愈女。 |

## 潭國
| 洪武十八年（1385年）封于湖广長沙府 |          |                |               | |
| 稱號                               | 國君姓名 | 關係           | 在位年數      | 註記 |
| 潭王                               | 朱梓     | 朱元璋、庶八子 | 1370年─1390年 | 洪武二年九月初□日生，母达定妃。洪武三年四月初七封。洪武十八年二月初三就藩湖广長沙府。洪武二十三年四月丙申以王妃家属坐胡惟庸党，帝召王入見，王懼自焚，在位二十一年，寿二十二。無子，封除。妃於氏，前军都督佥事於显之女，与王同自焚。 |

## 趙國
| 洪武三年（1370年）封 |          |                |               |                                                                    |
| 稱號                 | 國君姓名 | 關係           | 在位年數      | 註記                                                               |
| 趙王                 | 朱杞     | 朱元璋、庶九子 | 1370年─1371年 | 洪武二年生，母妃不详。洪武三年四月初七封。洪武四年殇。無子，封除。 |

## 魯國
| 洪武十八年（1385年）就藩山东兗州府 |          |                |               | |
| 稱號                               | 國君姓名 | 關係           | 在位年數      | 註記 |
| 魯荒王                             | 朱檀     | 朱元璋、庶十子 | 1370年─1389年 | 洪武三年二月十七日生，四月初七封。母郭宁妃。洪武十八年十一月十一日就藩山东兖州府。洪武二十二年十二月十六日薨，在位二十年，寿二十。葬山东邹县九龙山。妃汤氏，信国公汤和之女。 |

## 蜀國
| 洪武十八年（1390年）就藩四川成都府 |          |                  |               | |
| 稱號                               | 國君姓名 | 關係             | 在位年數      | 註記 |
| 蜀獻王                             | 朱椿     | 朱元璋、庶十一子 | 1378年─1423年 | 洪武四年八月初八生，母郭惠妃。洪武十一年正月初一封。洪武二十三年正月初一就藩四川成都府。永樂二十一年二月十一日薨，在位四十三年，寿五十三。葬成都府天回山。王妃蓝氏，凉国公蓝玉之女。 |

## 湘國
| 洪武十八年（1385年）封于湖广荊州府 |          |                  |               | |
| 稱號                               | 國君姓名 | 關係             | 在位年數      | 註記 |
| 湘獻王                             | 朱柏     | 朱元璋、庶十二子 | 1378年─1399年 | 洪武四年八月初八生，母胡顺妃。洪武十一年正月初一封。洪武十八年就藩湖广荊州府。建文元年以告反遣訊，王懼自焚，在位二十二年，寿二十九。諡曰戾。無子，封除。永樂初改諡，葬于江陵西太晖山。王妃吴氏，靖海侯吳禎之女，与王同自焚。 |

## 代國
| 洪武十一年（1378年）封豫王，洪武二十四年（1391年）改封代王，就藩山西大同府 |          |                  |               | |
| 稱號                                                                       | 國君姓名 | 關係             | 在位年數      | 註記 |
| 代簡王                                                                     | 朱桂     | 朱元璋、庶十三子 | 1378年─1446年 | 洪武七年七月十八日生，母郭惠妃。洪武十一年正月初一封豫王，封国选为江西南昌府（古豫章地），因年幼留京师。洪武二十四年四月十三日改封代王。洪武二十五年十月二十五日就藩大同府。正統十一年十二月十二日薨，在位六十九年，寿七十三。葬大同採掠山。妃徐氏，中山王徐达次女。 |

## 肅國
| 洪武十一年（1378年）封汉王，洪武二十四年（1391年）改封肅王，翌年就藩陕西甘州左卫，後移国于陕西蘭州 |          |                  |               | |
| 稱號                                                                                               | 國君姓名 | 關係             | 在位年數      | 註記 |
| 肅莊王                                                                                             | 朱楧     | 朱元璋、庶十四子 | 1378年─1419年 | 洪武九年九月二十七日生，母妃邸氏。洪武十一年正月初一封漢王，封国定为汉中府，以王年幼，暂留京师。洪武二十四年四月十三日改封肃王，洪武二十五年六月初三就藩陕西行都司甘州左卫，建文元年移国陕西布政司临洮府蘭州。永樂十七年十二月二十日薨，在位四十二年，寿四十四。葬金县平地里。王妃孙氏，指挥使孙继达之女。 |

## 遼國
| 洪武十一年（1378年）封衛王，洪武二十五年（1392年）改封遼王，次年就藩辽东廣寧卫，建文四年（1402年）移国于湖广荊州府 |          |                  |               | |
| 稱號 | 國君姓名 | 關係             | 在位年數      | 註記 |
| 遼簡王 | 朱植     | 朱元璋、庶十五子 | 1378年─1424年 | 洪武十年二月十五日生，母妃韩氏。洪武十一年正月初一封衛王，封国选为北平大名府，因年幼留京。洪武二十五年三月初九改封辽王，洪武二十六年五月二十七日就藩辽东都司广宁卫。建文二年燕王起兵后，奉旨渡海回京。建文四年十一月十九日移国湖广荊州府。永乐二十二年五月初八薨，在位四十七年，寿四十八。葬荆州府八岭山。妃郭氏，武定侯郭英之女。 |

## 慶國
| 洪武二十四年（1391年）封，二十五年（1392年）就藩陕西韋州，建文三年（1401年）遷陕西寧夏 |          |                  |               | |
| 稱號                                                                                   | 國君姓名 | 關係             | 在位年數      | 註記 |
| 慶靖王                                                                                 | 朱㮵     | 朱元璋、庶十六子 | 1391年─1438年 | 洪武十一年正月初九生，母妃余氏。洪武二十四年四月十三日封。封国选为陕西庆阳府。洪武二十五年五月初五改封于陕西寧夏卫。因粮饷不足，命暂驻韦州千户所。建文二年十二月二十一日移国宁夏卫，仍避暑于韦州。正統三年八月初三薨，在位四十八年，寿六十一。葬韦州螺山。妃孙氏，指挥使孙继达之女。 |

## 寧國
| 洪武二十四年（1391年）封，洪武二十七年（1394年）就藩大宁都司大寧卫，永樂元年（1403年）移国江西南昌府 |          |                  |               | |
| 稱號                                                                                                 | 國君姓名 | 關係             | 在位年數      | 註記 |
| 寧獻王                                                                                               | 朱權     | 朱元璋、庶十七子 | 1391年─1448年 | 洪武十一年五月初一生，母妃杨氏。洪武二十四年四月十三日封。洪武二十七年三月二十三日就藩大宁都司大宁卫。永樂元年三月初二移国江西南昌府。正統十三年九月十五日薨，在位五十八年，寿七十一。葬南昌锺陵山。妃张氏，兵马指挥张泰之女。 |

## 岷國
| 洪武二十四年（1391年）封于陕西岷州卫，洪武二十八年（1395年）改封于云南府，永乐二十二年（1424年）移国湖广武岡州 |          |                  |               | |
| 稱號 | 國君姓名 | 關係             | 在位年數      | 註記 |
| 岷莊王 | 朱楩     | 朱元璋、庶十八子 | 1391年─1450年 | 洪武十二年三月二十三日生，母妃周氏。洪武二十四年四月十三日封。封国选为陕西岷州卫。洪武二十八年就藩云南府。因西平侯沐晟上奏王不法，于建文元年八月削爵，流放福建漳州，旋召回京师禁锢。永樂元年五月初一复爵。与西平侯有怨，不能相容，永乐十八年十二月迁至京师。永乐二十二年十月二十四日移国于湖广武岡州。景泰元年三月二十九日薨，在位六十年，寿七十二。葬武冈城北同保山。妃袁氏，后军都督袁洪之女。 |

## 谷國
| 洪武二十四年（1391年）封，洪武二十八年（1395年）就藩北平宣府左卫，永樂元年（1402年）移国于湖广長沙府 |          |                  |               | |
| 稱號                                                                                                 | 國君姓名 | 關係             | 在位年數      | 註記 |
| 谷王                                                                                                 | 朱橞     | 朱元璋、庶十九子 | 1391年─1417年 | 洪武十二年四月十四日生，母郭惠妃。洪武二十四年四月十三日封。洪武二十八年三月十二日就藩于北平行都司宣府左卫。成祖靖难，有献金川门之功。洪武三十五年（建文四年）二月初四移国于湖广長沙府。永樂十五年二月初六坐謀逆，削爵為庶人，锢于西内，在位二十七年。谷国除封。宣德三年以嫌疑死，并二子俱死。寿五十。妃周氏，兵马指挥周铎之女。 |

## 韓國
| 洪武二十四年（1391年）封，永樂二十二年（1424年）就藩陕西平涼府 |          |                  |               | |
| 稱號                                                           | 國君姓名 | 關係             | 在位年數      | 註記 |
| 韓憲王                                                         | 朱松     | 朱元璋、庶二十子 | 1391年─1407年 | 洪武十三年五月二十三日生，母妃周氏。洪武二十四年四月十三日封，未就藩。永樂五年十月二十日薨。在位十七年，寿二十八。葬於南京向山之原。妃冯氏，右都督冯诚之女。 |

## 瀋國
| 洪武二十四年（1391年）封，永樂六年（1408年）就藩山西潞州 |          |                    |               | |
| 稱號                                                     | 國君姓名 | 關係               | 在位年數      | 註記 |
| 瀋簡王                                                   | 朱模     | 朱元璋、庶二十一子 | 1391年─1431年 | 洪武十三年八月初二生，母赵贵妃。洪武二十四年四月十三日封，封国选为辽东都司沈阳中卫，因年幼留京。永樂六年五月初二封于山西潞州。宣德六年薨，在位四十一年，寿五十二。葬潞州东兴县。妃张氏，指挥使张杰之女，永乐四年薨，葬南京聚宝门外石子岗。 |

## 安國
| 洪武二十四年（1391年）封，永樂六年（1409年）就藩陕西平涼府 |          |                    |               | |
| 稱號                                                       | 國君姓名 | 關係               | 在位年數      | 註記 |
| 安惠王                                                     | 朱楹     | 朱元璋、庶二十二子 | 1391年─1417年 | 洪武十六年九月二十二日生，母妃某氏。洪武二十四年四月十三日封。永乐六年十月十九日就藩陕西平涼府。永乐十五年八月二十九日薨，在位二十七年，寿三十五。無子，封除。妃徐氏，中山王徐达幼女。与王合葬于平凉府城西之安国镇。 |

## 唐國
| 洪武二十四年（1391年）封，永樂六年（1409年）就藩河南南陽府 |          |                    |               | |
| 稱號                                                       | 國君姓名 | 關係               | 在位年數      | 註記 |
| 唐定王                                                     | 朱桱     | 朱元璋、庶二十三子 | 1391年─1415年 | 洪武十九年九月十八日生，母李贤妃。洪武二十四年四月十三日封。永樂六年五月十二日就藩河南南陽府。永乐十三年八月初六薨，在位二十五年，寿三十。葬南阳紫山。妃吴氏，黔国公吴复之孙女。 |

## 郢國
| 洪武二十四年（1391年）封，永樂六年（1408年）就藩湖广安陸州 |          |                    |               | |
| 稱號                                                       | 國君姓名 | 關係               | 在位年數      | 註記 |
| 郢靖王                                                     | 朱棟     | 朱元璋、庶二十四子 | 1391年─1414年 | 洪武二十一年五月十七日生，母刘惠妃。洪武二十四年四月十三日封。永樂六年六月二十一日就藩湖广安陸州。永乐十二年十一月初一薨，在位二十四年，寿二十七。葬安陆州宝鹤山。無子，封除。妃国氏，营国公郭英之女，从死。有女四人，移住南京。 |

## 伊國
| 洪武二十四年（1391年）封，永樂六年（1409年）就藩河南河南府 |          |                    |               | |
| 稱號                                                       | 國君姓名 | 關係               | 在位年數      | 註記 |
| 伊厲王                                                     | 朱㰘     | 朱元璋、庶二十五子 | 1391年─1414年 | 洪武二十一年六月初六生，母葛丽妃。洪武二十四年四月十三日封。永樂六年五月十一日就藩河南布政司河南府洛阳县。永乐十二年九月二十五日薨，在位二十四年，寿二十七。葬洛阳魏山。妃刘氏，左军都督刘贞之女。 |